# Ernst Frick
Ne pas confondre avec Ernst Frick, peintre et syndicaliste anarchiste suisse.
Ernst Frick (né et mort à des dates inconnues) est un joueur de football international suisse qui évoluait en tant que milieu de terrain.

## Biographie
Ernst Frick joue au poste de milieu de terrain. Durant sa carrière de club, il évolue dans le club du championnat suisse du Blue Stars Zürich puis du FC Lucerne,. Il est considéré comme le pilier de son club. Il est convoqué pour participer à la coupe du monde 1934 en Italie, où la sélection parvient jusqu'en quart-de-finale. Le 27 mai 1934 il joue avec la sélection Suisse contre les Pays-Bas, le match se solde par une défaite Tchèque 3 à 2 qui permet à la sélection Suisse d'accéder aux quarts de finale. le match se déroule à Turin, toujours avec la participation de Frick, contre l'équipe Tchèque qui l'emporte 3 à 2. En novembre 1934, la blessure de Loertscher, joueur du Servette, lui permet d'être sélectionné pour le match international Suisse - Pays-Bas. Les Suisses sont battus 4 buts à 2 lors de ce match et Frick est considéré comme le moins bon joueur de ce match,,.
Frick est ensuite sélectionné à plusieurs reprises avec l'équipe nationale B de Suisse.
Son palmarès s'enrichit du titre en deuxième division obtenu avec Lucerne en 1936.